# Liste des gouverneurs de l'Oklahoma
Voici la liste des gouverneurs de l'Oklahoma, depuis 1907 :
| Nom                  | Parti       | Début de mandat | Fin de mandat |
| -------------------- | ----------- | --------------- | ------------- |
| Charles Haskell      | Démocrate   | 1907            | 1911          |
| Lee Cruce            | Démocrate   | 1911            | 1915          |
| R. L. Williams       | Démocrate   | 1915            | 1919          |
| James B. Robertson   | Démocrate   | 1919            | 1923          |
| John C. Walton       | Démocrate   | 1923            | 1923          |
| Martin Trapp         | Démocrate   | 1923            | 1927          |
| Henry Johnston       | Démocrate   | 1927            | 1929          |
| William Holloway     | Démocrate   | 1929            | 1931          |
| William Henry Murray | Démocrate   | 1931            | 1935          |
| Ernest Marland       | Démocrate   | 1935            | 1939          |
| Leon Phillips        | Démocrate   | 1939            | 1943          |
| Robert S. Kerr       | Démocrate   | 1943            | 1947          |
| Roy Turner           | Démocrate   | 1947            | 1951          |
| Johnston Murray      | Démocrate   | 1951            | 1955          |
| Raymond Gary         | Démocrate   | 1955            | 1959          |
| J. Howard Edmondson  | Démocrate   | 1959            | 1963          |
| George Nigh          | Démocrate   | 1963            | 1963          |
| Henry Bellmon        | Républicain | 1963            | 1967          |
| Dewey Bartlett       | Républicain | 1967            | 1971          |
| David Hall           | Démocrate   | 1971            | 1975          |
| David Boren          | Démocrate   | 1975            | 1979          |
| George Nigh          | Démocrate   | 1979            | 1987          |
| Henry Bellmon        | Républicain | 1987            | 1991          |
| David Walters        | Démocrate   | 1991            | 1995          |
| Frank Keating        | Républicain | 1995            | 2003          |
| Brad Henry           | Démocrate   | 2003            | 2011          |
| Mary Fallin          | Républicain | 2011            | 2019          |
| Kevin Stitt          | Républicain | 2019            | en cours      |